# لوئیجی کومنچینی
لوئیجی کومنچینی (به ایتالیایی: Luigi Comencini) (۸ ژوئن ۱۹۱۶ – ۶ آوریل ۲۰۰۷) کارگردان ایتالیایی بود. او به همراه دینو ریسی، اتوره اسکولا و ماریو مونیچلی از استادان ژانر کمدی ایتالیایی بود. 
او بیش از ۴۰ فیلم را کارگردانی کرده‌است. کریستینا و فرانچسکا کارگردانان ایتالیایی فرزندان او هستند.

## فیلم‌شناسی
- امپراتور کاپری (۱۹۵۰)
- پشت پنجره‌های بسته (۱۹۵۱)
- تجارت برده سفید (۱۹۵۲)
- نان، عشق و فانتزی (۱۹۵۳)
- چمدان رویاها (۱۹۵۴)
- نان، عشق و حسادت (۱۹۵۴)
- زیبای رم (۱۹۵۵)
- شوهران در شهر (۱۹۵۷)
- همه در راه خانه (۱۹۶۰)
- در پشت ببر (۱۹۶۱)
- بازرس (۱۹۶۲)
- رفیقه بوبه (انتظار، ۱۹۶۳)
- سه شب عشق (۱۹۶۴)
- همسرم (۱۹۶۴)
- دختران زیبا (۱۹۶۵)
- زن دروغگو (۱۹۶۵)
- سوء تفاهم (۱۹۶۶)
- سرویس مخفی ایتالیا (۱۹۶۷)
- کازانوا (۱۹۶۹)
- دوران کودکی، حرفه و نخستین تجربه جاکومو کازانووا، اهل ونیز (۱۹۶۹)
- بدون دانستن هیچ چیز از شما (۱۹۶۹)
- هدف علمی (۱۹۷۱)
- تا زمانی که ازدواج یکی‌مان کند (۱۹۷۴)
- ماجراهای پینوکیو (۱۹۷۵)
- شب بخیر، آقایان و خانم‌ها (۱۹۷۶)
- زن یکشنبه (۱۹۷۶)
- راه بندان (۱۹۷۹)
- اوجنیو (۱۹۸۰)